# Geòmids
Els geòmids (Geomyidae) són una família de rosegadors excavadors del subordre dels castorimorfs. Normalment són anomenats gòfers. Existeixen aproximadament 35 espècies de gòfers, que viuen a Nord-amèrica i parts de Centreamèrica. Són comunament coneguts per les seves activitats tuneladores extensives. Els gòfers són endèmics del nord i centre d'Amèrica. El nom comú «gòfer» se sol emprar per a referir-se a qualsevol gènere de la família. Aquests són els «veritables» geòmids; tanmateix hi ha força esquirols de terra de la família els esciúrids que sovint també són erròniament anomenats «gòfers».

## Descripció
Els gòfers pesen al voltant de 230 g. Tenen una llargària aproximada del cos de 15-20 cm i una cua de 2,5-5 cm. Algunes espècies arriben al quilogram de pes. Totes les famílies presenten un dimorfisme sexual clar, car els mascles poden pesar el doble que les femelles.
La seva esperança de vida és normalment de tres anys suposant que no pateixin malalties o depredació. El temps de vida màxim per a un gòfer és d'aproximadament cinc anys. Alguns gòfers, com els del gènere Geomys, tenen esperances de vida documentades de fins a 7 anys en llibertat.
La majoria dels gòfers tenen la pell de color marró, que sovint coincideix amb el sòl on habiten. Els trets més característics són les seves grans bosses de les galtes, motiu pel qual en alguns idiomes se'ls anomena «de bosses». Aquestes bosses són folrades de pell, i poden girar-se del revés. S'estenen des del costat de la boca fins a les espatlles. Tenen els ulls petits i una cua petita i de pèl curt, la qual empren per orientar-se quan caminen marxa enrere a través dels túnels.
S'ha descobert que els gòfers estan sovint parasitats. Els depredadors habituals dels gòfers són les mosteles, les serps i els falcons.

## Ecologia
Tots els gòfers creen una xarxa de caus connectats per sistemes de túnels que els proporcionen protecció i mitjans per a emmagatzemar menjar. Aquests animals acumulen els aliments, i les bosses de les seves galtes serveixen per a transportar el menjar cap al seu cau. Els gòfers poden arribar a acumular grans quantitats de menjar. A diferència dels esquirols de terra, els gòfers no viuen en grans comunitats i rarament se'ls troba soterrats.
Les entrades als caus estan cobertes per petits munts de terra. Els caus es poden trobar en àrees on el sòl és suau i fàcilment excavat. Apareixen sovint en hortalisses, zones de gespa i granges, ja que els agraden els sòls humits. Això els ha dut a ser considerats una plaga.
La seva dieta comprèn cucs de terra, arrels de plantes, arbusts i altres vegetals tal com les pastanagues, enciam, raves i qualsevol altra verdura sucosa. Algunes espècies són considerades com una plaga per als cultius. La destrucció de la vida vegetal converteix les àrees on habiten en extensions de terra denudada.
Els gòfers són solitaris quan no es troben en època d'aparellament, mantenint agressivament els territoris, els quals varien en mida depenent dels recursos disponibles. Mascles i femelles poden compartir el cau i les cambres dels nius si els seus territoris són limítrofs però, en general, cada gòfer habita el seu propi sistema de túnels. Tot i que intenten fugir quan se senten amenaçats, poden atacar altres animals, inclosos gats i humans, causant greus mossegades amb les seves dents llargues i afilades.
Depenent de l'espècie i les condicions locals, els gòfers poden tenir una època específica de l'any per a reproduir-se, o fer-ho repetidament al llarg de l'any. Les camades acostumen a ser d'entre dos a cinc cries, tot i que poden ser molt majors en algunes espècies. Quan neixen són cecs i indefensos i són deslletats al voltant dels quaranta dies.

## Control
Les espècies de Geomys i Thomomys estan classificades com a «nous organismes prohibits» a Nova Zelanda en la llei sobre Substàncies perilloses i nous organismes de 1996, prevenint que sigui importat al país.
La majoria de les espècies de gòfers són relativament comunes i no es troben en perill. El gòfer de desert és l'espècie més amenaçada, ja que ocupa una varietat d'espais molt limitada i això el fa vulnerable per la pèrdua d'hàbitat.

## Taxonomia

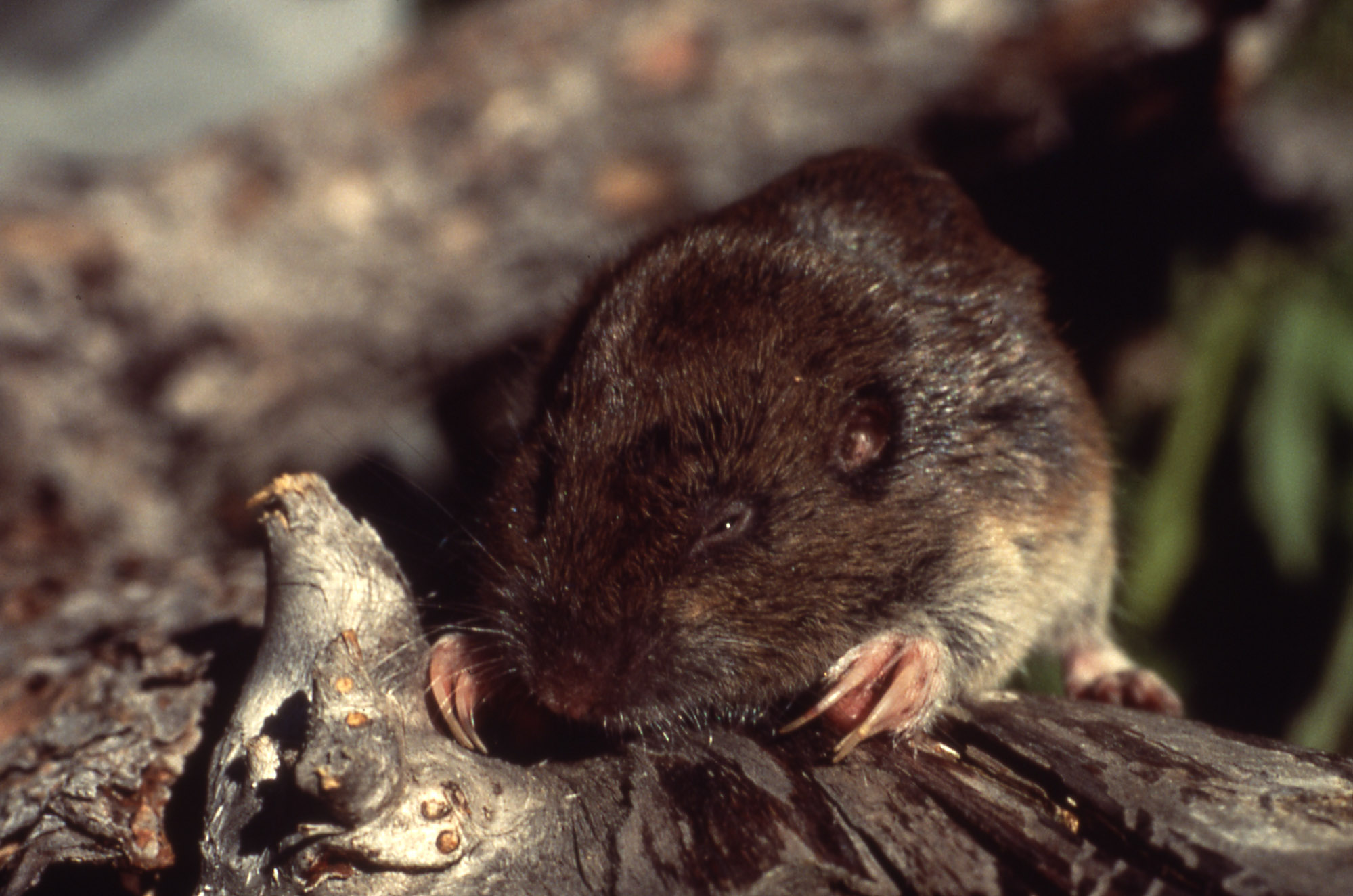
Un típic gòfer

Hi ha hagut molt de debat entre taxonomistes sobre quines poblacions de geòmids haurien de ser reconegudes com a espècies independents. Així, la següent llista de gèneres vivents no pot ser considerada com a definitiva.
- Família Geomyidae
  - Gènere Cratogeomys - alguns autors el tracten com a subgènere de Pappogeomys.
    - Cratogeomys bensoni †
    - Cratogeomys castanops
    - Cratogeomys fulvescens
    - Cratogeomys fumosus
    - Cratogeomys goldmani
    - Cratogeomys merriami
    - Cratogeomys negletus †
    - Cratogeomys perotensis
    - Cratogeomys sansimonensis †

  - Gènere Geomys - gòfers orientals; trobats principalment al sud-oest dels Estats Units, a l'est de les muntanyes de Sierra Nevada.
    - Geomys arenarius - 2 subespècies, els gòfers de sorra blanc i de desert.
    - Geomys attwateri
    - Geomys breviceps
    - Gòfer petit (G. bursarius)
    - Geomys jugossicularis
    - Geomys knoxjonesi
    - Geomys lutescens
    - Geomys personatus
    - Geomys pinetis - 4 subespècies, inclosa l'extinta Geomys pinetis goffi
    - Geomys texensis - 2 subespècies

  - Gènere Heterogeomys
    - Heterogeomys cavator
    - Heterogeomys cherriei
    - Heterogeomys dariensis
    - Heterogeomys heterodus
    - Heterogeomys hispidus
    - Heterogeomys lanius
    - Heterogeomys underwoodi

  - Gènere Orthogeomys - gòfer gegant o taltuzas; trobat a Mèxic, Centreamèrica i Colòmbia.
    - Orthogeomys grandis
    - Orthogeomys onerosus †
    - Orthogeomys propinetis †

  - Gènere Pappogeomys - es troba a Mèxic.
    - Pappogeomys alcorni
    - Pappogeomys bulleri

  - Gènere Thomomys - gòfers occidentals; distribuïts en un ampli habitat que compren Nord-amèrica, estenent-se fins al nord-oest dels Estats Units, Canadà i el sud-est dels Estats Units.
    - Thomomys carsonensis †
    - Thomomys gidleyi †
    - Thomomys microdon †
    - Thomomys orientalis †
    - Thomomys potomacensis †
    - Subgènere Megascapheus
      - Thomomys atrovarius 
      - Thomomys bottae - gran nombre de subespècies.
      - Thomomys bulbivorus
      - Thomomys nayarensis
      - Thomomys sheldoni
      - Thomomys townsendii
      - Thomomys umbrinus

    - Subgènere Thomomys
      - Thomomys clusius
      - Thomomys idahoensis
      - Thomomys mazama - moltes subespècies, inclosa l'extinta Thomomys mazama tacomensis.
      - Thomomys monticola
      - Thomomys talpoides - àmpliament distribuïts i amb moltes subespècies, inclosa Thomomys talpoides cheyennensis

  - Gènere Zygogeomys
    - Zygogeomys trichopus

Algunes fonts també inclouen el gènere Hypogeomys (amb una única espècie), encara que la majoria de classificacions l'inclouen dins la família dels nesòmids.

## En la cultura popular
- Minnesota és anomenat l'«estat gòfer», i els equips d'atletisme de la Universitat de Minnesota són habitualment anomenats com a Gòfers Daurats, liderats per la seva mascota Goldy Gopher.
- El protocol d'Internet Gopher va ser creat per la Universitat de Minnesota.
- Els gòfers també són la mascota dels Saskatchewan Roughriders de la Lliga de Futbol del Canadà.[11]
- Un gòfer també té un paper important en la pel·lícula Caddyshack.[12]
- La mascota del llenguatge de programació Go, és en Go Gopher (en català, "Som-hi gòfer").[13]
- Gordon the Gopher era un titella que apareixia a la BBC entre 1985 i 1987.[14][15]
- Gophers! va ser un programa britànic per nens que es va emetre al Channel 4 entre 1988 i 1990.